# Gilbert Stork
Gilbert Stork (31. prosince 1921 Ixelles – 21. října 2017 New York) byl belgicko-americký chemik, který se proslavil především svou průkopnickou prací v oblasti organické syntézy. Jeho nové metody mají zásadní dopad na výzkum léčiv, materiálů a chemických produktů. Americká chemická společnost ho uvádí jako jednoho ze 75 nejdůležitějších chemiků Spojených států amerických.
Významně přispěl k syntéze přírodních látek, včetně syntézy chininu. Zabýval se chemií enaminů a je po něm pojmenována jedna z jejich reakcí - Storkova alkylace enaminů. Byl jeden z prvních, kdo provedl plánovanou stereoselektivní syntézu a retrosyntetickou analýzu. Svou prací a objevy významně přispěl k pochopení organických reakcí.
Většinu své akademické a výzkumné kariéry strávil na Kolumbijské univerzitě, kde se stal jedním z nejvýznamnějších představitelů organické chemie 20. století. Gilbert Stork byl také uznávaným pedagogem a mnoho jeho studentů se stalo uznávanými vědci.

## Vzdělání a kariéra

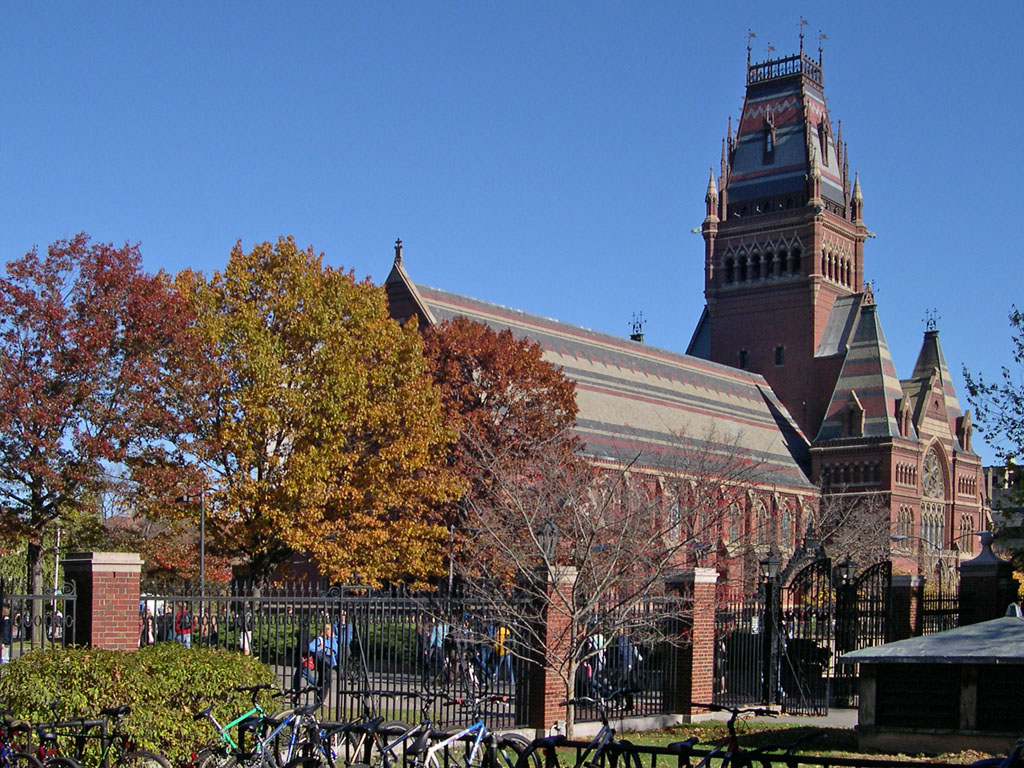
Harvardova univerzita

Gilbert Stork se narodil 31. prosince 1921 v belgickém městě Ixelles v Bruselu jako nejstarší ze tří dětí. Jeho rodina byla židovského původu, ale nebyla nábožensky aktivní. V roce 1935 se přestěhovali do francouzské Nice a zůstali tam až do roku 1939. Během tohoto období Gilbert dokončil svá studia na lyceu. Vyznamenal se především ve francouzské literatuře a psaní.

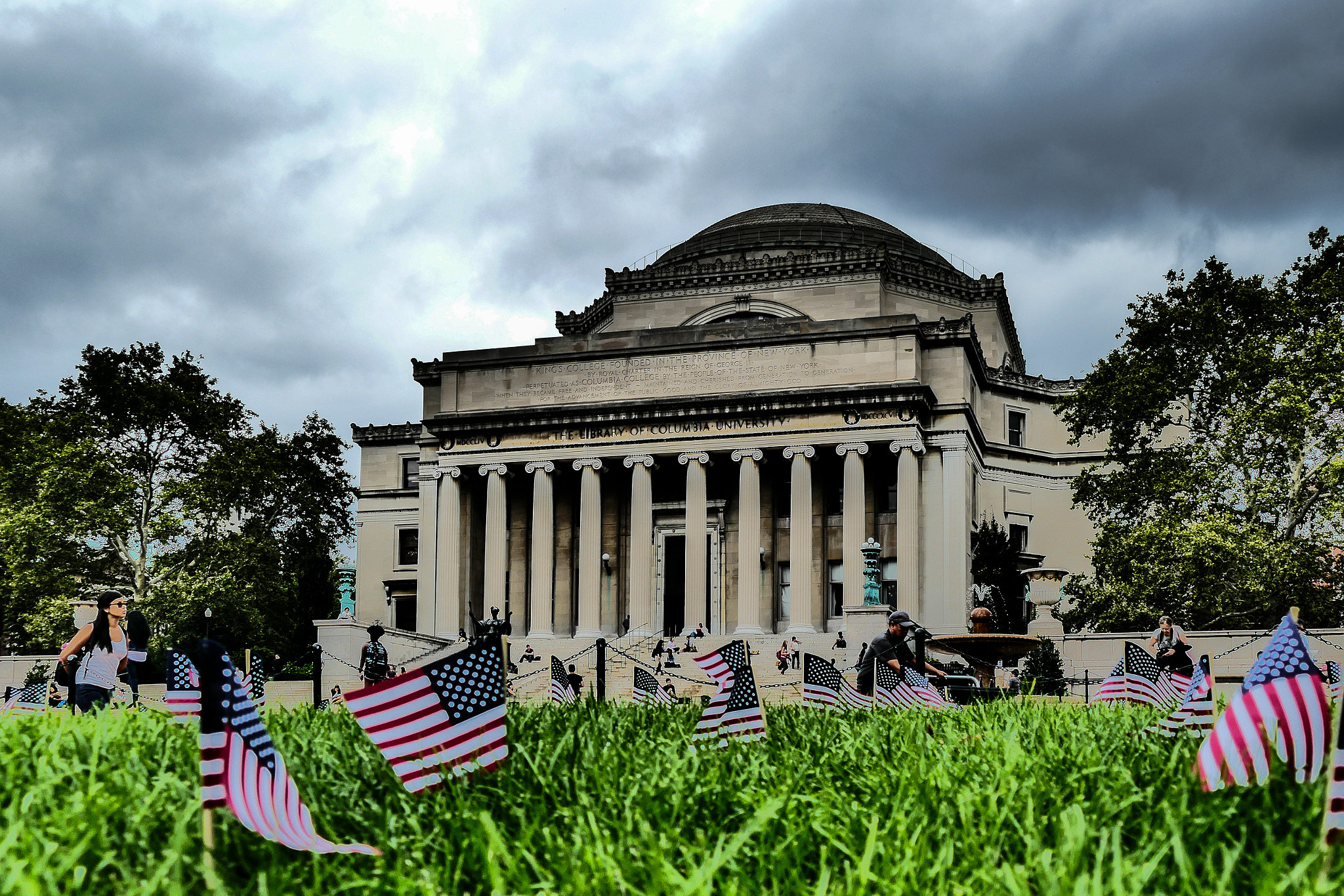
Kolumbijská univerzita

Před vypuknutím druhé světové války v roce 1939 rodina utekla do New Yorku v USA. V letech 1940 až 1942 studoval Gilbert Stork na Floridské univerzitě, kde získal bakalářský titul. Pak přešel na Wisconsinskou univerzitu v Madisonu, kde získal v roce 1945 doktorát pod vedením Samuela M. McElvaina. Během pobytu ve Wisconsinu se setkal s Carlem Djerassim a stali se z nich celoživotní přátelé. V roce 1946 nastoupil Harvardovu univerzitu jako instruktor a v roce 1948 se zde stal odborným asistentem.
V roce 1953 přešel na Kolumbijskou univerzitu jako docent. V letech 1967 až 1993 pracoval jako profesor Eugena Higginse na Kolumbijské univerzitě. Eugen Higgins byl jedním z nejbohatších Američanů, který odkázal své jmění především Kolumbijské univerzitě. V roce 1993 odešel Gilbert Stork do důchodu jako emeritní profesor. Zemřel v roce 2017 ve věku 96 let.

## Přínosy a objevy

### Syntéza přírodních látek

Molekula chininu

Gilbert Stork významně přispěl k syntéze biologicky aktivních molekul, jako jsou alkaloidy, steroidy a další přírodní produkty. Například jeho práce na syntéze chininu byla považována za mimořádně inovativní. Chinin je přírodní alkaloid, který se získává z kůry stromu chinovníku původem z Jižní Ameriky. Je známý svými léčivými účinky, zejména jako prostředek proti malárii.

### Storkova alkylace enaminů

Obecná molekula enaminů

Gilbert Stork zavedl metodu alkylace enaminů, která byla po něm pojmenována a používá se k selektivní modifikaci molekul. Enaminová alkylace je organická reakce, při které se enamin (funkční skupina odvozená od aldehydu nebo ketonu a sekundárního aminu) chová jako nukleofil a reaguje s elektrofilní sloučeninou. Obvykle je to alkylhalogenid nebo jiný derivát, který je schopný dodat alkylovou skupinu. Tato reakce se používá k zavedení alkylové skupiny na alfa uhlíkový atom karbonylové sloučeniny.

### Stereoselektivní syntéza

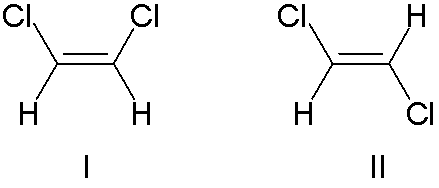
Dichloroethen - ukázka stereochemické sloučeniny

Gilbert Stork zavedl stereoselektivní syntézu (anglicky stereoselective synthesis nebo stereocontrolled synthesis), což je metoda chemické syntézy, která kontroluje prostorové uspořádání (stereochemii) produktů chemické reakce. Tato metoda je klíčová v organické chemii, zejména při výrobě sloučenin s definovanou stereochemií, což je důležité například v lékařské chemii, kde různé stereoisomery mohou mít odlišné biologické účinky.

### Retrosyntéza
Gilbert Stork byl jedním z prvních, kdo využil metodu retrosyntézy, což je zpětná syntéza molekuly, tedy od cílové molekuly směrem k výchozím surovinám. Je to tedy postup od konečného produktu k výchozím látkám. Tato metoda organické chemie se používá k plánování syntézy složitých organických molekul pomocí rozkladu cílové molekuly na jednodušší a dostupnější výchozí sloučeniny.

## Funkce
- 1959 člen Guggenheimovy nadace
- 1961 člen Národní akademie věd USA
- 1962 člen Americké akademie umění a věd
- 1989 zahraniční člen Francouzské akademie věd
- 1995 člen Americké filozofické společnosti
- 1999 člen Královské společnosti Velké Británie

## Ocenění
Stork byl držitelem mnoha cen a čestných doktorátů z Lawrence University, Wisconsinské univerzity v Madisonu, Pařížské univerzity, Rochesterské univerzity a Kolumbijské univerzity.
- 1957 cena za čistou chemii od Americké chemické společnosti (American Chemical Society - ACS)
- 1961 Baekelandova medaile, North Jersey ACS
- 1962 cena Harrisona Howea
- 1966 pamětní cena Edwarda Curtise Franklina, Stanfordova univerzita
- 1967 cena ACS za tvůrčí práci v syntetické organické chemii
- 1969 a 970 nominace na Nobelovu cenu za chemii[8]
- 1971 zlatá medaile Asociace výrobců syntetických organických chemikálií
- 1973 cena Nebrasky
- 1978 Rousselova cena, Paříž
- 1980 Nicholsova medaile, New York ACS
- 1980 cena Arthura C. Copeho, ACS
- 1982 cena Edgara Fahse Smithe, Philadelphia ACS
- 1982 medaile Willarda Gibbse, Chicago ACS
- 1982 cena Národní akademie věd v chemických vědách
- 1982 Národní medaile za vědu od Ronalda Reagana a Cena Linuse Paulinga
- 1986 Remsenova cena, Maryland
- 1986 cena Cliffa S. Hamiltona
- 1987 cena a medaile Monie A Ferst, Georgia Institute of Technology
- 1991 cena Rogera Adamse
- 1992 cena George Kennera, Liverpool
- 1992 cena chemického průkopníka, Americký institut chemiků
- 1993 Welchova cena za chemii, Nadace Roberta A. Welche
- 1994 cena Allana R. Daye, Klub organických chemiků ve Filadelfii
- 1995 Wolfova cena, Izrael
- 2002 zlatá medaile Sira Dereka Bartona, Královská chemická společnost
- 2005 cena Herberta C. Browna, Americká chemická společnost